# Хадсон, Вульф
Вульф Хадсон — американский порноактёр и порнорежиссер доминиканского происхождения.
Он появлялся в гетеросексуальных, бисексуальных, гомосексуальных и трансгендерных порнографических фильмах.

## Биография
Хадсон родился 24 ноября 1984 года в Нью-Йорке. Всё детство провёл в Бронксе с четырьмя братьями и сёстрами по большей части за просмотром телевизора.
Окончил Нью-Йоркскую среднюю школу графических коммуникационных искусств, где начал выступать с хип-хоп танцевальной группой. В то время он использовал танцевальный стиль Майкла Джексона. В возрасте 18 лет, получив стипендию, он начал изучать танец в New Dance Group Arts Center в Нью-Йорке, где с 2003 по 2006 год изучал стиль модерн, джаз, хип-хоп и сальсу. Он появился в нескольких театральных постановках и независимых фильмах как танцор хип-хопа/джаза.

## Карьера
В поисках работы на сайте Craigslist Хадсон обнаружил объявление о поиске мужчин для порноиндустрии. Оставив отклик, спустя около года принял участие в первой эротической фотосессии. Один из снимавших его сотрудников намекнул Хадсону о том, что можно заработать много денег, снимаясь в гей порно. В 21 год снялся в своём первом гей-порно ролике «Next Door Entertainment Gay For Pay 10».
Спустя год Хадсон переехал в Сан-Франциско, где принял участие ещё в нескольких в фильмах, впоследствии он начал работать с порносайтом Kink.com, где снимался в различных порнороликах до 2017 года.
В 2016 году объявил о завершении карьеры в порноиндустрии. После этого он поступил в импровизационный театр в Нью-Йорке, Upright Citizens Brigade. В 2017 году, после смерти матери столкнулся с депрессией и половой дисфункцией. Однако в следующем году вернулся в порноиндустрию для участия в съёмках бисексуального порно.

## Награды и номинации

### Награды
- Cybersocket Award[исп.] (2010) — Лучшая личность[14].

- Tranny Award (2012) — Лучший нетрансгендерный секс-исполнитель[15].

- AVN Award (2020) — Лучший исполнитель, не участвовавший в сексуальной сцене[16].
- AVN Award (2020) — Лучшая сцена группового секса с трансгендерами[16].

### Номинации
- AVN Award (2013) — Лучшая сцена группового секса[17].
- AVN Award (2014) — Самая возмутительная сцена секса[18].
- GayVN Awars (2019) — Лучшая бисексуальная сцена[19].
- Sex Awards (2013) — Hottest adult stallion.
- GayVN Awards[англ.] (2010) — Всеобщий фаворит фанатов[20].
- Grabby Awards[англ.] (2010) — Лучший блог порнозвезды[21].
- Grabby Awards (2009) — Артист года[22].
- Grabby Awards (2009) — Лучший универсальный исполнитель[21].
- Grabby Awards (2009) — самый горячий член[21].
- XBIZ Award (2009) — ЛГБТ исполнитель года[23].
- Cybersocket Award (2015) — Лучшая порнозвезда[24].
- XBIZ Award (2015) — Лучший актер второго плана[25].
- XRCO Award (2020) — Лучший актер[26].
- AVN Award (2021) — Нишевый исполнитель года[27].